# Plagiotremus
Plagiotremus es un género de peces de la familia de los blénidos en el orden de los Perciformes.

## Especies
Existen las siguientes especies en este género:
- Plagiotremus azaleus (Jordan & Bollman, 1890)
- Plagiotremus ewaensis (Brock, 1948)
- Plagiotremus flavus (Smith-Vaniz, 1976)
- Plagiotremus goslinei (Strasburg, 1956)
- Plagiotremus iosodon (Smith-Vaniz, 1976)
- Plagiotremus laudandus (Whitley, 1961)
- Plagiotremus phenax (Smith-Vaniz, 1976)
- Plagiotremus rhinorhynchos (Bleeker, 1852)
- Plagiotremus spilistius (Gill, 1865)
- Plagiotremus tapeinosoma (Bleeker, 1857)
- Plagiotremus townsendi (Regan, 1905)